# Al-Husajn Ibrahim Ahmad
Al-Husajn Ibrahim Ahmad (arab. الحسين إبراهيم أحمد) – egipski zapaśnik walczący w stylu klasycznym. Złoty medalista igrzysk śródziemnomorskich w 1959 roku.